# 扬尼克·胡特
扬尼克·胡特（德語：Jannik Huth，1994年4月15日—），德国男子足球运动员，场上位置是守门员。他曾代表德国国奥队参加2016年夏季奥林匹克运动会足球比赛，获得一枚银牌。現効力弗赖堡体育俱乐部。